# Amauroderma boleticeum
Amauroderma boleticeum är en svampart som först beskrevs av Pat. & Gaillard, och fick sitt nu gällande namn av Torrend 1920. Amauroderma boleticeum ingår i släktet Amauroderma och familjen Ganodermataceae.   Inga underarter finns listade i Catalogue of Life.